# ميخائيل روز
ميخائيل روز (بالإنجليزية: Michael Rose)‏ (28 يوليو 1982 بسالفورد في المملكة المتحدة - ) هو لاعب كرة قدم بريطاني في مركز الظهير. شارك مع منتخب إنجلترا لكرة القدم C ‏. أما مع النوادي، فقد لعب مع ستوكبورت كونتي وسكونثورب يونايتد وسويندون تاون وكولتشستر يونايتد ومانشستر يونايتد ونادي روتشديل ونورويتش سيتي ويوفل تاون ونادي تشستر سيتي ونادي هيرفورد ونادي تشيلتنهام تاون لكرة القدم.

## وصلات خارجية
- ميخائيل روز على موقع قاعدة بيانات كرة القدم.إي يو (الإنجليزية)
- ميخائيل روز على موقع Soccerbase.com (لاعب) (الإنجليزية)